# 安娜·琼斯
安娜·琼斯（英語：Anna Jones、1966年4月17日—）是一名英国记者和新闻主播，目前主持天空新闻台每周五至周日晚八时至十二时的新闻节目。
2015 年，琼斯在天空第一台/全国广播公司的《你、我和天启》中出演新闻主播。

## 记者生涯
在担任《中国经济评论》编辑四年后，琼斯于1992年加盟BBC。她在 BBC 业务部门当了三年的高级制作人兼每天上午六时至七时（伦敦时间）的《商务早餐》的制作人兼主持人。琼斯随后转到BBC世界台担任主播。1997年，她开始在BBC24小时新闻台担任商业主持人，后于1999年成为一名新闻主持人。她与菲利普·海顿共同主持24小时新闻台上午九时至下午一时的节目。她报道过盟军轰炸阿富汗、伊丽莎白王太后和玛格丽特公主的死讯，同时还报道了2004年海啸造成的影响。
在BBC工作12年后，她于2005年跳槽至天空新闻台。她在广播中宣布伦敦将申办2012年夏季奥运会。 
从2012年6月开始，琼斯开始主持周一至周四21:00至午夜的节目，暂时取代正在休产假的安娜·博廷。 2016年至2021年，琼斯是天空新闻的正任周末夜间新闻主持人，主持周五21:00至午夜以及周六和周日20:00至午夜的新闻节目，包括《天空十点新闻》。
琼斯自2021年4月7日起开始在天空新闻台主持《每日气候秀》，该节目旨在呼吁人民解决危害人类家园的环境问题。